# Sergio del Campo Estaún
Sergio del Campo Estaún (Saragossa, 23 d'octubre de 1981) és un polític català d'origen aragonès resident actualment a Tarragona, diputat al Congrés dels Diputats en la XI i XII legislatures.
És diplomat en Relacions Laborals i llicenciat en Ciències del Treball per la Universitat Rovira i Virgili. Treballa com a Sotsinspector laboral d'ocupació i seguretat social. Militant de Ciutadans - Partit de la Ciutadania, després d'un procés de primàries fou escollit cap de llista del partit per la circumscripció de Tarragona i fou elegit diputat a les eleccions generals espanyoles de 2015 i 2016.